# Distrito de Ganjam
Ganjam (en oriya: ଗଞ୍ଜାମ ଜିଲା) es un distrito de la India en el estado de Orissa. Código ISO: IN.OR.GN.
Comprende una superficie de 8033 km².
El centro administrativo es la ciudad de Chhatrapur.

## Demografía
Según censo 2011 contaba con una población total de 3520151 habitantes, de los cuales 1 742 827 eran mujeres y 1 777 324 varones.